# 송병선 찬 학포신도비
송병선 찬 학포신도비는 대한민국 전라남도 화순군 이양면 쌍봉리에 있는 금석문이다. 2010년 12월 21일 화순군의 향토문화유산 제52호로 지정되었다.